# Feniseca tarquinius
Feniseca tarquinius is een vlinder uit de familie van de lycaenidae, de kleine pages, vuurvlinders en blauwtjes. De soort komt voor in het oosten van Noord-Amerika. De spanwijdte bedraagt 23 tot 32 millimeter.
De rups heeft geen waardplant, maar eet andere insecten (geslachten Neoprociphilus, Pemphigus, Prociphilus en Schizoneura), die hij weer voornamelijk op els vindt.